# Recherche-archipel
De Recherche-archipel is een eilandengroep voor de zuidkust van West-Australië. Ze bestaat uit 105 eilanden en 1500 kleinere rotseilanden en boven de zeespiegel uitstijgende riffen. De eilanden strekken zich 230 km van oost naar west uit en liggen tot 60 kilometer voor de kust. Een deel van de archipel is ondergebracht in de Woody Island Nature Reserve en in de Recherche Archipelago Nature Reserve.

## Geschiedenis
Er zijn tot 13.000 jaar oude bewijzen van menselijke bewoning op de eilanden gevonden. De eilandengroep maakte tijdens de laatste ijstijd deel uit van het vasteland. Archeologen vonden artefacten in kalkstenen grotten op Salisbury-eiland. Dat eiland bestaat uit een kalkstenen laag op een granieten monoliet en ligt 60 km van de kust verwijderd. Onder de artefacten bevonden zich stenen bladen, hagedissenvallen, bijlenkoppen, slijpstenen en granieten wateropslagplaatsen.
François Thijssen en Pieter Nuyts ontdekten de archipel tijdens een ontdekkingsreis met het schip  't Gulden Zeepaert in 1627 toen ze de zuidkust van Australië in kaart brachten. George Vancouver voer in 1791 met de HMS Discovery door de archipel. Het was Antoine de Bruni d’Entrecasteaux die de archipel tijdens een Franse expeditie in 1792 "L’Archipel de la Recherche" noemde. De archipel werd vernoemd naar een van de schepen die aan de expeditie deelnam, de Recherche. De baai waaraan de plaats Esperance gelegen is werd vernoemd naar het andere schip dat deel uitmaakte van de expeditie, de Esperance. Matthew Flinders was in 1802 tijdens een expeditie met het schip HMS Investigator de eerste die de eilanden van de archipel verkende en in kaart bracht. Flinders benoemde onder meer Middle-eiland en beklom als eerst de 165 meter hoge top van het eiland. De top wordt daarom Flinders Peak genoemd.
Begin jaren 1800 zakten zeehonden- en walvisjagers af naar de archipel. Ze opereerden vanop de eilanden. Vooral op Middle-eiland zijn sporen van hen terug te vinden. Er liggen tramsporen, er staan ruïnes en er werden artefacten gevonden. Tegen de jaren 1840 stortte de industrie in door overbevissing. Er liggen tal van scheepswrakken in de archipel waaronder de Belinda (gezonken in 1824), de Mary Ann (gezonken in 1876) en de SS Penguin (gezonken in 1920). Op 14 februari 1991 liep de Sanko Harvest aan de grond, brak in stukken en verloor 30.000 ton meststoffen en 700 ton zware olie in de archipel.
In de 21e eeuw wordt in de archipel aan commerciële en recreatieve visvangst en aan aquacultuur gedaan. Er is scheepsverkeer van en naar de haven van Esperance. De archipel is een toeristische trekpleister.

## Geografie
De archipel ligt in de Grote Australische Bocht en strekt zich over een afstand van 230 km. uit van Figure of Eight-eiland ten westen van Esperance tot aan Spindle-eiland voor de Israelite-baai. De archipel bevat 105 eilanden en 1500 rotseilandjes en blootgestelde riffen. De meest zuidelijke eilanden zijn Termination- en Salisbury-eiland en liggen tot 60 km. in zee. Slechts twee eilanden zijn toegankelijk via een strand: Sandy Hook en Middle-eiland. Woody-eiland is het enige eiland met faciliteiten voor toeristen.
Het zeewater in de archipel is gemiddeld 40 meter diep. De continentale plaat eindigt 70 kilometer in zee. De buitenste eilanden op de rand van de plaat liggen 70 meter diep.
De belangrijkste eilanden zijn:
- Anvil
- Barrier
- Beaumont
- Bellinger
- Ben
- Boxer
- Capps
- Canning
- Charley
- Cooper
- Corbett
- Cranny
- Cull
- Daw
- Draper
- Figure of Eight
- Finger
- Forrest
- Frederick
- Glennie
- Gulch
- Halfway

- Hasler
- Hastings
- Hector
- Helby
- High North
- Hood
- Hope
- Hugo
- Kermadec
- Little
- Long
- Lorraine
- MacKenzie
- Manicom
- Middle
- Mondrain
- Nares
- New Year
- Nook
- North Twin Peak
- Observatory

- Pasley
- Passage
- Pearson
- Ram
- Red
- Remark
- Rocky
- Rodonia
- Round
- Salisbury
- Sandy Hook
- Slipper
- Stanley
- Tadpole
- Taylor
- Termination
- Tizard
- Westall
- Wickham
- Wilson
- Woody

## Klimaat
De Recherche-archipel kent een mediterraan klimaat. De temperatuur van het zeewater varieert van 14 °C in de winter tot 21 °C in de zomer.

## Fauna en flora

### Fauna
De archipel ondersteunt een rijke biodiversiteit met veel endemische en bedreigde soorten. Er leven 263 vissoorten, 347 weekdierensoorten, 300 sponzensoorten en 242 zeewiersoorten. De eilanden van de archipel fungeren als rust- en broedplaatsen voor de Australische zeeleeuw en de Nieuw-Zeelandse zeebeer.
De archipel ligt eveneens in de broedzone van de Australische zalmen Arripis truttacea en Arripis georgianus. Het uiterste westen van de archipel maakt deel uit van het broedgebied van de grote rafelvis en de wiervis.
Van de vissen in de archipel leeft 91% in een gematigde habitat. 7% kent een subtropische habitat dankzij de Leeuwin-stroom. De tien meest voorkomende subtropische vissen in de archipel zijn:
- Chromis klunzingeri
- Trachinops noarlungae
- Pempheris klunzingeri
- Austrolabrus maculatus
- Scorpis aequipinnis
- Ophthalmolepis lineolata
- Siphonognathus beddomei
- Notolabrus parilus
- Pseudolabrus biserialis
- Parma victoriae

De hele archipel is een Important Bird Area. Van de diksnavelmeeuw en de langvleugelstormvogel leeft meer dan 1% van de wereldpopulatie in de archipel. Naar de hoendergans en de Australische zwarte scholekster werd in 1993 hoog kwalitatief onderzoek gedaan maar gegevens over andere broedende soorten zijn mager door de ontoegankelijkheid van vele eilanden. Andere broedvogels die werden waargenomen zijn de blauwmaskeraalscholver, dwergpinguïn, Pacifische kleine pijlstormvogel, dunbekpijlstormvogel, het bont stormvogeltje, de reuzenstern, grote kuifstern, elfenstern, witkopmeeuw, witbuikzeearend en de visarend.
De tammarwallaby komt voor op het North Twin Peaks en het Middle-eiland. De rotskangoeroe Petrogale lateralis werd waargenomen op de eilanden Mondarin, Salisbury, Westall en Wilson. De rat Rattus fuscipes leeft op de eilanden Charley, Daw, Salisbury, Middle, Mondrain, Newdegate, North Twin Peak en Hood.

### Flora
De volgende zeegrassen werden in de archipel waargenomen:
- Amphibolis antarctica
- Amphibolis griffithii
- Halophila decipiens
- Halophila ovalis
- Halophila ovata
- Heterozostera tasmanica
- Posidonia angustifolia
- Posidonia australis
- Posidonia coriacea
- Posidonia denhartogii
- Posidonia kirkmani
- Posidonia ostenfeldii
- Posidonia sinuosa
- Syringodium isoetifolium
- Thalassodendron pachyrhizu